# Miffo
Miffo (Alternativtitel: Miffo – Da Braut sich was zusammen) ist ein schwedischer Spielfilm des Regisseurs Daniel Lind Lagerlöf aus dem Jahr 2003.

## Handlung
Tobias tritt seine erste Stelle als Pastor in einer heruntergekommenen Plattenbausiedlung in Göteborg an. Der Sohn aus gutem Elternhaus hatte gegen den Willen der Eltern protestantische Theologie studiert. In seiner neuen Wirkungsstätte, einem sozialen Brennpunkt, ist seine Kirche leer, während die Moschee nebenan voll ist. Sein Vorgänger Karl Henrik, längst pensioniert, hat die Pastorenstelle weiter erfüllt, weil kein Nachfolger in Sicht war. Karl Henrik hat die Hoffnung längst aufgegeben, dass die Menschen irgendwann wieder in die Kirche kommen.
Die Versuche von Tobias, Kontakte zu den Bewohnern der Siedlung zu knüpfen, scheitern kläglich. Doch er lernt Carola kennen, eine kettenrauchende Rollstuhlfahrerin, die von Sozialhilfe lebt. Sie kann ihn durch ihre Vitalität für sich begeistern. Vorbehalte von Freunden und Familie gegen Carolas Lebensweise und Behinderung bringen Tobias allerdings dazu, seine Beziehung zu Carola zu beenden. Anrufe von ihm bei Carola werden von ihrer Mutter künftig abgefangen, da sie nicht möchte, dass ihre Tochter verletzt wird.
Tobias wendet sich daraufhin erneut seiner Ex-Freundin Jenni zu und findet sich schließlich auf seiner eigenen Hochzeitsfeier wieder. Er verlässt die Party und sitzt verzweifelt in einem Hinterzimmer, als ihm ein Freund folgt, der das Programm moderiert. Tobias gesteht diesem, er habe mit dieser Hochzeit einen großen Fehler gemacht und liebe Carola. Der Freund hält indes noch das eingeschaltete Mikrofon in der Hand, so dass die Hochzeitsgesellschaft sein Geständnis hört. Jenni kippt ihm daraufhin die Suppe über den Kopf.
Carola hat inzwischen auch einen Freund gefunden, und die beiden wollen heiraten. Pastor bei der Trauung ist Tobias, der jedoch die Zeremonie mittendrin abbricht und Carola beschwört, nicht zu heiraten. Darauf schlägt ihn der Bräutigam nieder. Tobias erwacht im Krankenhaus, und an seinem Bett sitzt Carola.

## Hintergrund
Miffo bedeutet so viel wie Dummkopf.

## Preise
Darsteller:
- Undine Award-Verleihung 2005 für Livia Millhagen
- Guldbagge/Beste Hauptdarstellerin 2004 für Livia Millhagen

Regie/Drehbuch:
- 2003 – Fort Lauderdale International Film Festival: Jury-Preis für den besten Film für Daniel Lind Lagerlöf
- 2003 – Hollywood Film Festival: Hollywood Discovery Award Best Feature für Daniel Lind Lagerlöf
- 2003 – Internationales Filmfestival Mannheim-Heidelberg: Spezialpreis der Jury für Daniel Lind Lagerlöf